# Heilige Trense

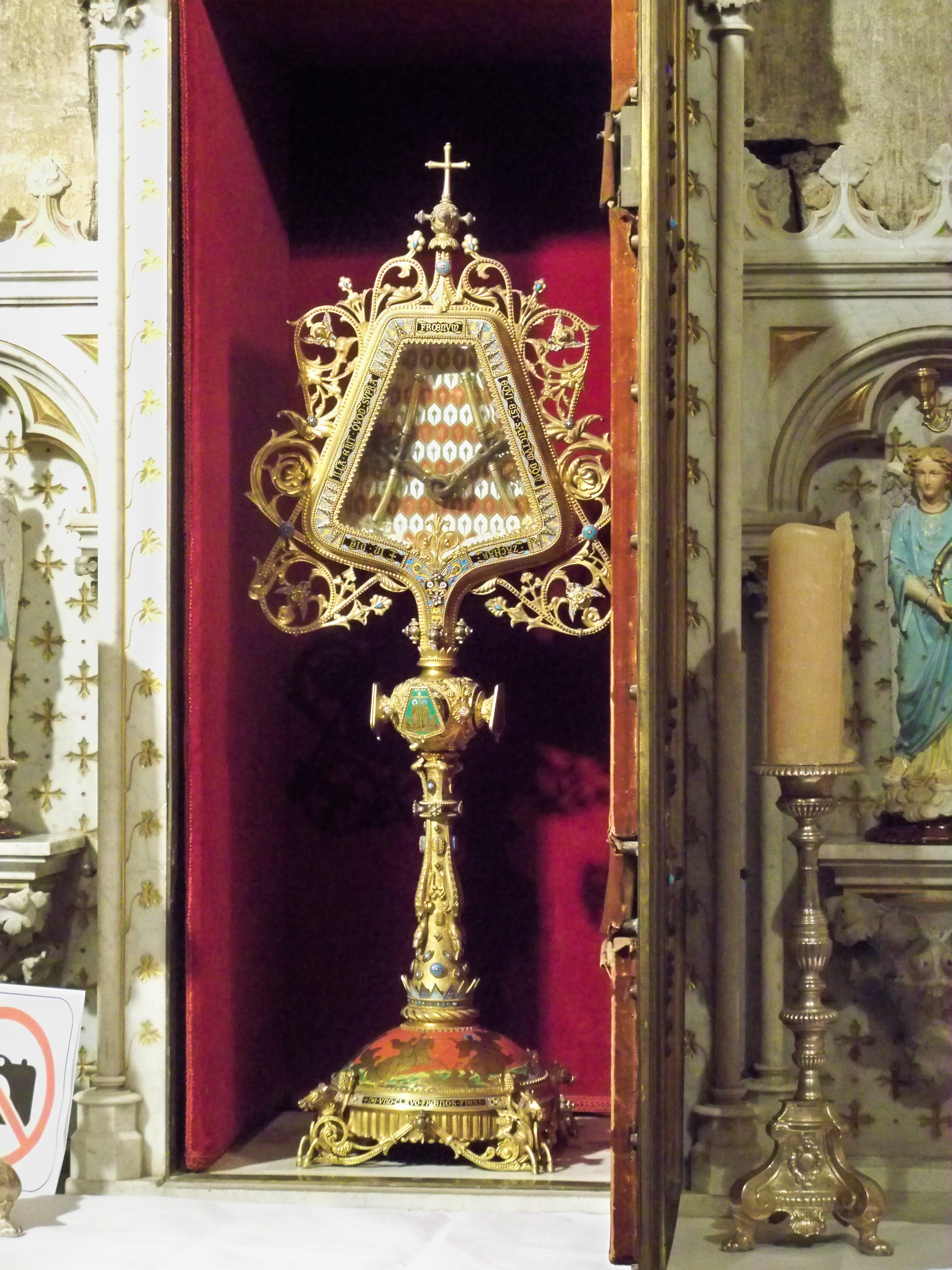
Heilige Trense in der Kathedrale St-Siffrein in Carpentras

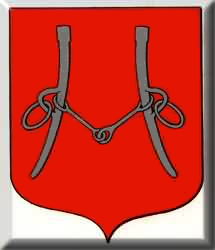
Stadtwappen von Carpentras

Die Heilige Trense (saint mors) ist eine Reliquie, die in der Kathedrale St-Siffrein, dem Bischofssitz der ehemaligen Diözese Carpentras im Département Vaucluse in der französischen Region Provence-Alpes-Côte d’Azur, aufbewahrt wird.

## Geschichte
Nach der Legende ließ die heilige Helena, die Mutter Kaiser Konstantins des Großen, nach der Auffindung des Kreuzes Christi aus einem der Heiligen Nägel des Kreuzes diese Trense als Geschenk für ihren Sohn schmieden.
Die Reliquie wird in das 6. Jahrhundert datiert. Bis zur Plünderung von Konstantinopel während des vierten Kreuzzugs (1202–1204) wurde sie im Kirchenschatz der Hagia Sophia aufbewahrt, danach galt die Reliquie als verschollen. 1226 war ihre Darstellung im Siegel des Bischofs Isnard zu sehen. 1260 wurde die Darstellung der Heiligen Trense in das Stadtwappen von Carpentras (zwei silberne Nägel und Trense auf rotem Grund) aufgenommen. Die Reliquie wird in einer Kapelle der Kathedrale von Carpentras, der Chapelle du Saint Clou (Kapelle des heiligen Nagels), verehrt.